# Обыкновенный светляк
Обыкновенный светляк, или иванов червячок, ивановский червячок (лат. Lampyris noctiluca) — вид жуков-светляков, распространённый на территории Европы и Азии, также встречающийся в Северной Америке.
Обиходное название получил из-за поверья, что первый раз в году появляется в ночь на Ивана Купалу.

## Описание
Жук длиной 1,2—1,8 см. Самки имеют редуцированные крылья. Самцы имеют сигарообразное тело и довольно крупную голову с большими полусферическими глазами. Как и остальные представители семейства, обыкновенный светляк имеет способность испускать биолюминесцентное свечение, служащее средством привлечения и обнаружения полового партнера. Орган, излучающий свет, расположен под прозрачной кутикулой на конце брюшка на нижней стороне и развит как у самцов, так и самок. Яркий свет способны испускать лишь самки, ожидающие самцов на земле или растительности; самцы же света практически не излучают. Свет излучается при окислении люциферина.

## Галерея

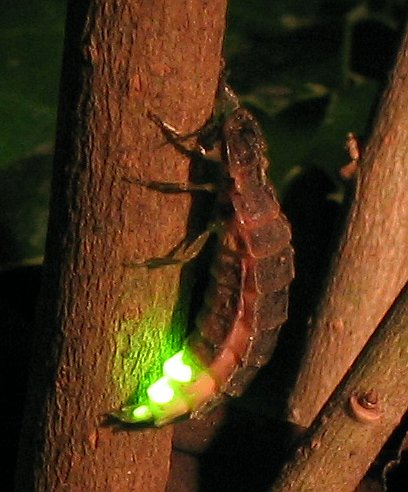
Самка
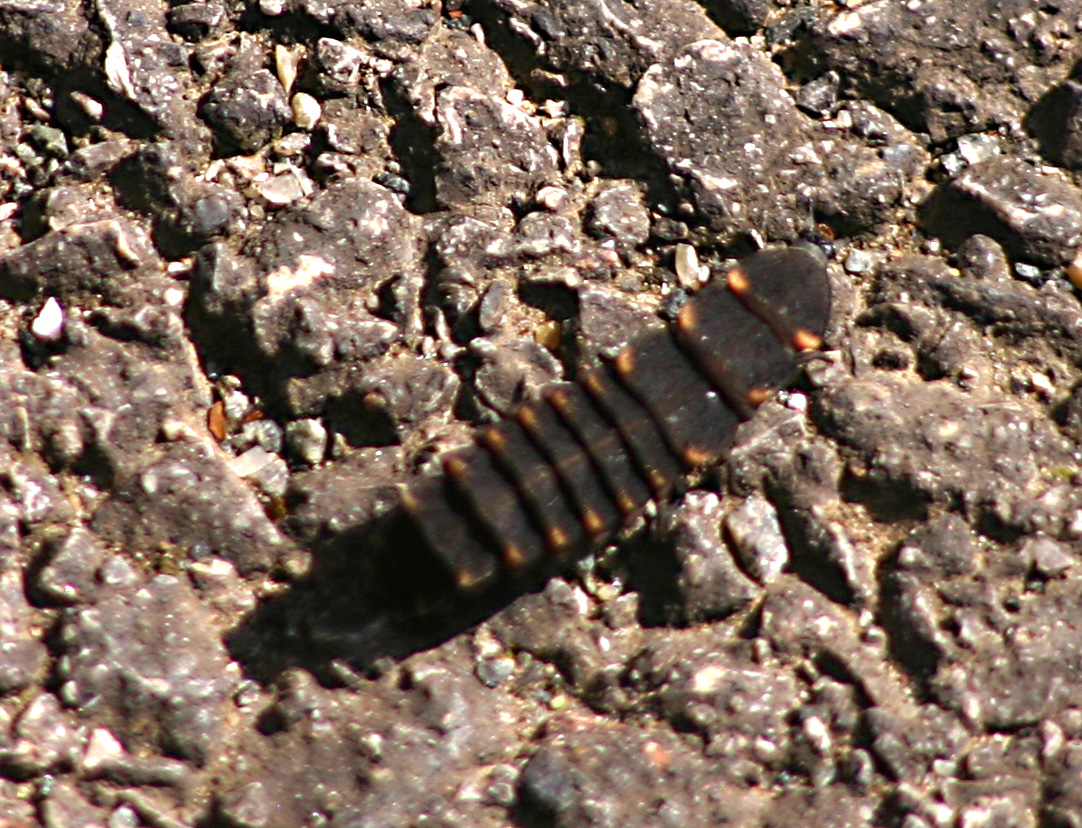
Личинка
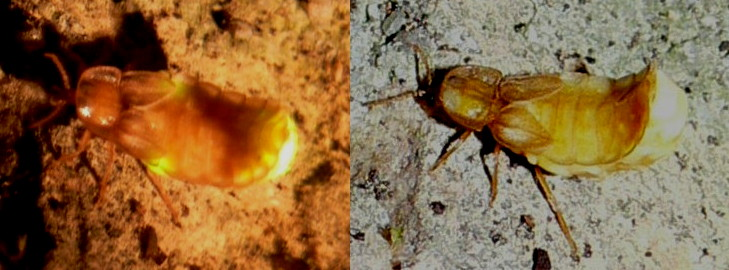